# Kiss of Death (álbum de IC3PEAK)
Kiss of Death es el sexto álbum de estudio del dúo ruso IC3PEAK, lanzado el 22 de abril de 2022. Hay 12 sencillos en el álbum, entre ellas hay composiciones conjuntas con Oiliver Sykes, Bring The Horizon, Grimes y Kim Dracula.

## Lista de canciones
| N.º   | Título                                              | Duración |  |
| 1.    | «Kiss of Death»                                     | 2:23     |  |
| 2.    | «VAMPIR» (con Oliver Sykes de Bring Me the Horizon) | 2:22     |  |
| 3.    | «Last Day» (con Grimes)                             | 3:06     |  |
| 4.    | «Bad Night»                                         | 2:21     |  |
| 5.    | «Worm» (con Kim Dracula)                            | 2:53     |  |
| 6.    | «Let's die together»                                | 2:39     |  |
| 7.    | «Are you scared? I am not»                          | 3:00     |  |
| 8.    | «Мне хотелось умереть, а теперь не хочется»         | 1:03     |  |
| 9.    | «Dead but Pretty»                                   | 2:45     |  |
| 10.   | «I'm not evil, I'm sad»                             | 2:31     |  |
| 11.   | «Любовь Как Яд»                                     | 2:33     |  |
| 12.   | «Let It Go»                                         | 2:37     |  |
| 30:18 |                                                     |          |  |